# Френч-пресс

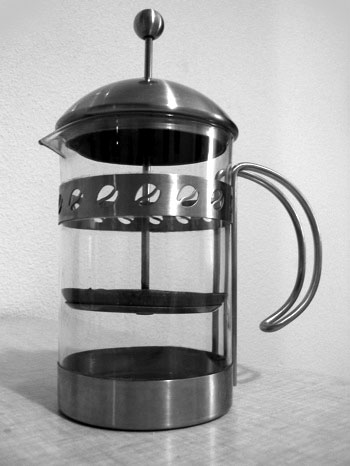
Френч-пресс

Френч-пресс (англ. french press — «французский пресс») — устройство для заваривания напитков — кофе и кофейных напитков, а также чая и травяных напитков.

## История
Френч-пресс был запатентован в 1929 году итальянским дизайнером Аттилио Калимани. После Второй мировой войны он получил широкое распространение в Европе. Фалерио Бондани, сделав несколько модификаций, запатентовал свою версию в 1958 году и начал производство на французском заводе по производству кларнетов, назвав её Martin SA и выпуская под брендом «Melior». Популярности пресса способствовало использование его при съёмках популярного шпионского фильма Досье «Ипкресс». Позднее устройство было популяризировано в Европе британской компанией Household Articles Ltd. и датской компанией столовых и кухонных принадлежностей Bodum.

## Дизайн
За многие годы существования, френч-пресс претерпел немало изменений. Первый френч-пресс, который был изготовлен во Франции, являлся упрощённой версией современного кофе-пресса — металлический или марлевый фильтр был прикреплён к стержню, который пользователь продавливал (press) через горячую воду и кофе. 
Современный френч-пресс состоит из узкой цилиндрической ёмкости, обычно сделанной из стекла или прозрачного пластика, пластиковой или металлической крышки и поршня, который плотно прилегает к стенкам ёмкости и имеет фильтр, сделанный из нержавеющей стальной проволоки или нейлоновой сетки.

## Приготовление кофе

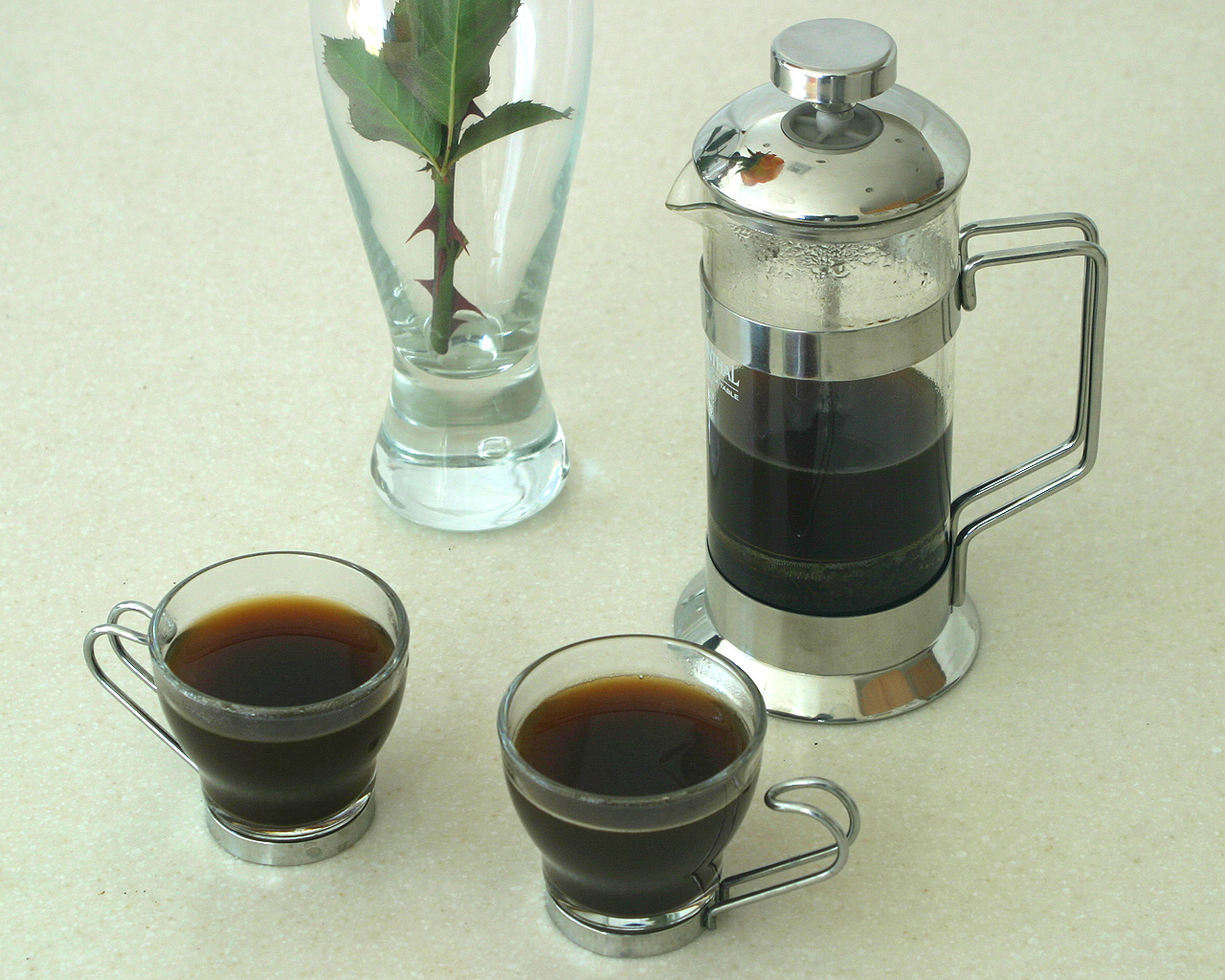
Френч-пресс

В основе приготовления кофе стоит иммерсионный метод заваривания, включающий в себя полное погружение промолотого кофе в воду, настаивание и последующую фильтрацию готового напитка.
Колбу френч-пресса нагревают путём её ополаскивания горячей водой. Молотый кофе средне-крупного помола насыпают в колбу, заливают водой (температура 92—96 °C) и перемешивают. Френч-пресс накрывают крышкой с фильтром, который находится в поднятом положении. После 3—5 минут настаивания фильтр опускают вниз, тем самым отсеивая частички кофе; затем напиток разливают по чашкам.
| Условие           | Значение                        |
| ----------------- | ------------------------------- |
| Помол             | Средний, крупный                |
| Пропорция         | 15—20 г кофе на 330—350 мл воды |
| Температура воды  | 92—96 °C                        |
| Время заваривания | 3—5 минут                       |